# Безобразов, Александр Александрович
Александр Александрович Безобразов — прапорщик Российского императорского военно-воздушного флота, известный как создатель триплана Безобразова.
С 1913 года работал в мастерской на Ходынском поле над аэропланом собственной конструкции. В феврале 1914 года он показал свой проект итальянскому конструктору и лётчику Франческо Моске (приехал в Россию в 1912 году), который стал соавтором Безобразова, участвуя в конструировании самолёта.
В результате в 1914 году был создан экспериментальный истребитель — одноместный разнесённый продольный триплан, у которого крылья были расположены следующим образом: верхнее крыло находилось впереди от фюзеляжа, среднее располагалось по центру самолёта, а нижнее — почти под хвостовой частью аэроплана. Первоначальная силовая установка самолёта фирмы Anzani имела 60 лошадиных сил, позже была заменена 80-сильным двигателем Гном-Рон.
Первый полет триплана состоялся в Москве 2 октября 1914 года под управлением Франческо Моски. 7 октября 1914 года московский генерал-губернатор С. И. Муравьев телеграфировал командованию авиации русской армии:

«…сегодня было Москве первое испытание нового летательного аппарата три моноплана прапорщика Александра Александровича Безобразова тчк удачный полет сразу после окончания постройки без предварительных проб».

Триплан Безобразова

С начавшейся Первой мировой войной А. А. Безобразов отбыл на фронт, а главой его предприятия стал Моска. Безобразов участвовал в боях, был тяжело ранен, и после лечения в госпитале, в декабре 1914 года вернулся к своему детищу. Его триплан был доставлен в Крым, где в Севастопольской авиационной школе (ныне Качинское высшее военное авиационное училище лётчиков) Моска продолжал работы над ним. В январе 1915 года Александр Безобразов прибыл в Крым и уже без итальянского помощника продолжал в течение всего 1915 года усовершенствование триплана. Летом 1916 года самолёт был доставлен в Москву, где 6 августа 1916 года летчик И. А. Орлов потерпел аварию при его испытании. Ремонт триплана был закончен в марте 1917 года, однако в связи с обстановкой в стране и на фронте — дальнейшие опыты с аэропланом были приостановлены. Он так и не был запущен в серийное производство.
Сведений о дальнейшей судьбе А. А. Безобразова нет.